# Asarum caudigerellum
Asarum caudigerellum C.Y.Chen & C.S.Yang – gatunek rośliny z rodziny kokornakowatych (Aristolochiaceae Juss.). Występuje naturalnie w środkowych i południowych Chinach – w prowincjach Kuejczou, Hubei, Syczuan oraz w północno-wschodniej części Junnanu. 

## Morfologia
PokrójByliny tworząca kłącza.
LiściePojedyncze lub zebrane w parach, mają sercowaty kształt. Mierzą 3–7 cm długości oraz 4–10 cm szerokości. Są owłosione od spodu. Blaszka liściowa jest o sercowatej nasadzie i spiczastym wierzchołku. Ogonek liściowy jest nagi i dorasta do 4–10 cm długości.
KwiatySą promieniste, obupłciowe, pojedyncze. Okwiat ma dzwonkowaty kształt i brązowopurpurową barwę, dorasta do 2–3 cm długości oraz 1–1,5 cm szerokości. Listki okwiatu mają trójkątny kształt. Kwiaty mają 12 pręcików o krótkich nitkach. Zalążnia jest pośrednia ze zrośniętymi słupkami.

## Biologia i ekologia
Rośnie w zaroślach oraz na brzegach rzek, w miejscach wilgotnych. Występuje na wysokości od 1600 do 2100 m n.p.m. Kwitnie od kwietnia do maja.